# Aguja Curecanti
La aguja Curecanti (nombre original en inglés: Curecanti Needle) es un afilado promontorio granítico de 700 pies (213,4 m) de altura, ubicado junto al río Gunnison, en el oeste de Colorado. Convertido en un hito reconocible para generaciones de nativos y pioneros, se encuentra en la orilla sur de la presa de Morrow Point, que almacena el agua del río Gunnison entre Gunnison y Montrose. Se utilizó durante muchos años como un símbolo publicitario del Ferrocarril del Oeste de Denver y Río Grande, cuya vía estrecha recorría la orilla norte del río pasando muy cerca de la aguja. Actualmente, forma parte del Área de Recreo Nacional de Curecanti, dependiente del Servicio de Parques Nacionales, que abarca tres embalses del río Gunnison, incluido el embalse de Morrow Point. 
Es comúnmente aceptado que la denominación Curecanti procede de "Curicata", el nombre de un jefe de la tribu de nativos americanos ute.

## Ubicación
La aguja se encuentra en los tramos superiores del Cañón Negro del Gunnison, junto a una parte del cauce del río expropiada por el estado en 1965. Situada en la orilla sur del embalse, la aguja está inmediatamente al oeste de la confluencia del arroyo Blue Creek, justo frente a la confluencia del arroyo Curecanti Creek, aproximadamente a 3,4 millas (5,5 km) al oeste de la presa de Blue Mesa. El área al sur de la aguja es atravesada por el tramo de la autopista US 50 que conecta las localidades de Gunnison y Montrose. 

## Historia

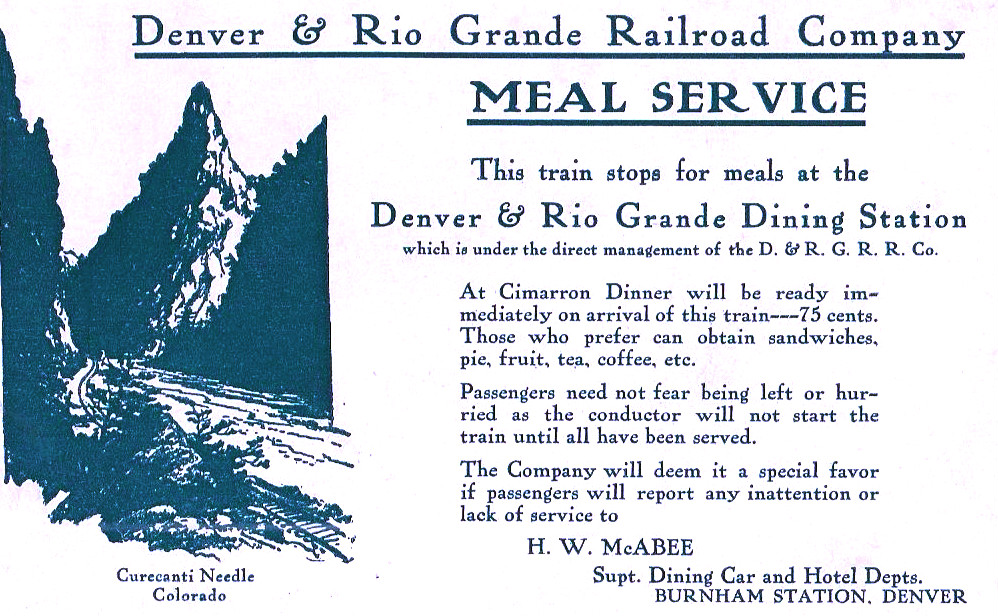
Menú del Ferrocarril de Denver y Río Grande, con la imagen de la aguja

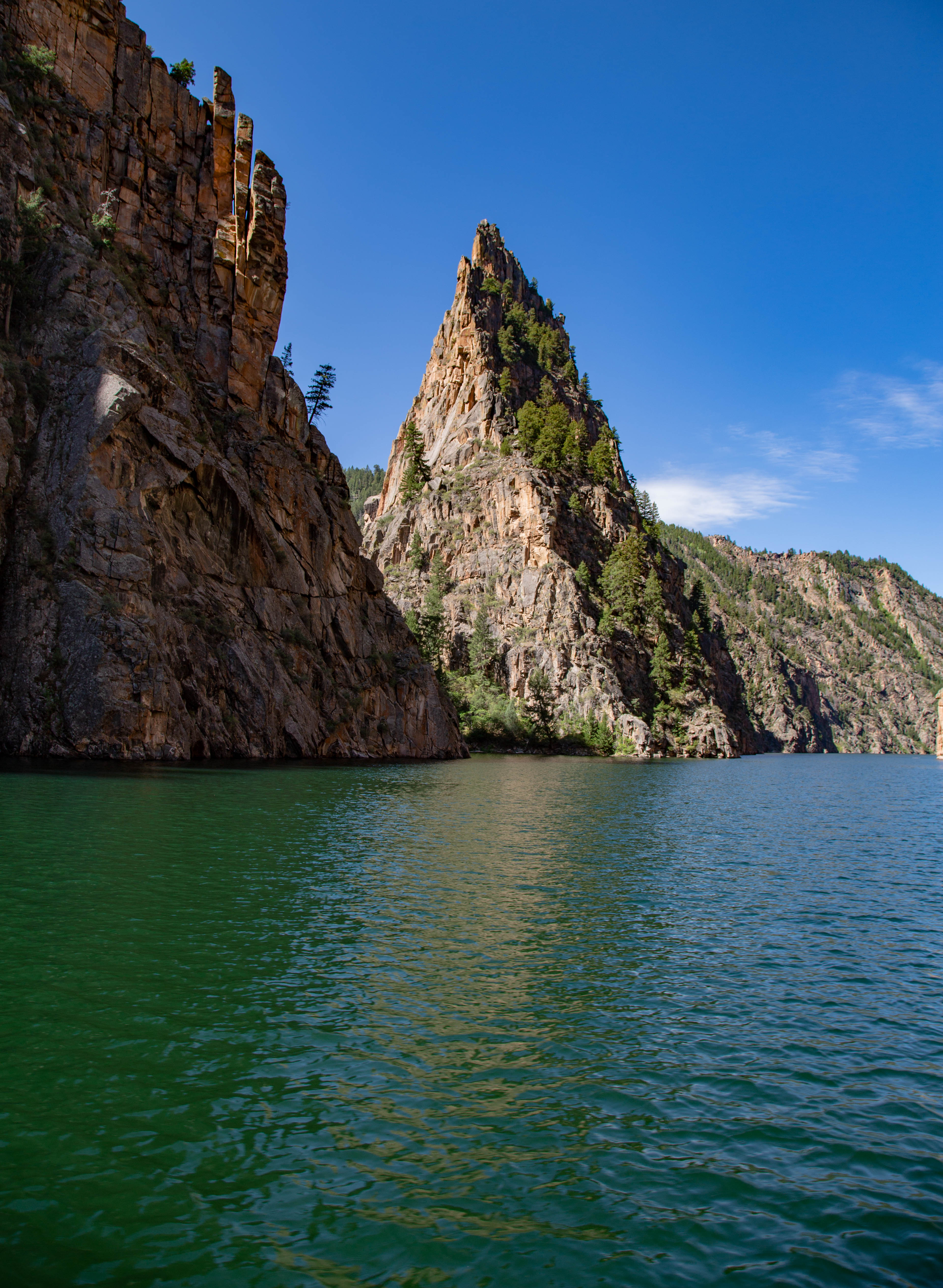
Fotografía de la aguja desde el embalse

Aunque la zona alta del río Gunnison era conocida por generaciones de tramperos, comerciantes y exploradores, fue el desarrollo del Ferrocarril de Denver y Río Grande en la década de 1880 lo que atrajo por primera vez la atención del público sobre la aguja. En su encarnizada pugna con el Ferrocarril de Atchison, Topeka y Santa Fe para construir una línea principal en Nuevo México a través del paso de Ratón, el Ferrocarril de Denver y Río Grande comenzó a expandirse hacia el centro de Colorado, construyendo una línea hacia el oeste a lo largo del río Arkansas, a través de la Garganta Real y hacia el Valle de San Juan. Deseoso de extender esta línea hasta alcanzar las vías del Ferrocarril del Oeste de Denver y Río Grande (que entonces estaba construyendo una línea hacia el este desde Utah), continuó hacia el oeste desde Salida, cruzando el paso Marshall, y dirigiéndose hacia Gunnison, que alcanzó en agosto de 1881.
Al oeste de la ciudad, la línea comenzó a seguir la orilla norte del río Gunnison, por donde  alcanzó la parte alta del Cañón Negro. Corriendo a lo largo del fondo del cañón, la línea pasaba directamente a través del estrecho río junto a la aguja Curecanti entre las ciudades de Sapinero y Cimmarron. La formación de granito se convirtió rápidamente en un hito popular, atrayendo la atención de los viajeros maravillados ante la llamativa y singular aguja. Con gran visión para utilizar como reclamo las áreas hermosas e impresionantes a través de las cuales circulaban sus líneas (como la garganta Real y el Túnel de Moffat), el Ferrocarril del Río Grande finalmente adoptó la Aguja como un símbolo de su ruta por la Royal Gorge, conocida como "La Línea Panorámjca del Mundo". Impresa en horarios y materiales promocionales de la ruta, la imagen fácilmente reconocible de la aguja también serviría como el logotipo principal de toda la línea ferroviaria en las dos primeras décadas del siglo XX. 
La aguja siguió siendo un hito popular entre los pasajeros del ferrocarril hasta la década de 1950, cuando finalizó el servicio a través del cañón Negro después de casi un siglo. Tres años después, las líneas ferroviarias cercanas a la Aguja fueron cubiertas por las aguas de la presa de Morrow Point, un elemento de la Unidad de Almacenamiento Wayne N. Aspinall del Proyecto de Almacenamiento del Río Colorado (CRSP) creado por la construcción de la presa de Morrow Point en el río Gunnison, varias millas al oeste de la aguja.
Después de décadas de popularidad, la inundación del cañón generada por el embalse y el abandono de la línea ferroviaria, devolvieron rápidamente el área alrededor de la aguja a su estado anterior, remoto y de difícil acceso. Desde la expropiación del área del río Gunnison, la aguja se ha convertido en parte del Área de Recreo Nacional de Curecanti, una zona administrada por el Servicio de Parques Nacionales responsable del desarrollo y la gestión de las instalaciones recreativas en Morrow Point y en los otros dos embalses que componen la Unidad de Almacenamiento Wayne N. Aspinall.

## Acceso

### Por carretera y senderos
Aunque la US 50 pasa cerca de la aguja por su lado sur, no hay acceso directo por carretera. El sendero más cercano es el de Curecanti Creek, que sigue el descenso moderadamente empinado del arroyo Curecanti hasta su entrada en el embalse de Morrow Point. Aunque en el lado opuesto del río, el sendero y su campamento junto a la orilla están situados directamente frente a la aguja, ofreciendo excelentes vistas para excursionistas experimentados. 
Curecanti Creek Trail (4 millas ida y vuelta) y 900 pies (274,3 m) de desnivel. Acceso por un sendero ubicado en el mirador de Pioneer Point en la autopista 92 de Colorado, a 5,7 millas (9,2 km) del cruce con la autopista US 50.

### En barca
Hay acceso directo a la aguja en bote, pero las embarcaciones deben llevarse a mano superando los 232 escalones del sendero de Pine Creek, accesible desde la autopista US 50, al oeste de la presa de Blue Mesa. Se requiere que los navegantes en el embalse de Morrow Point obtengan un permiso de uso gratuito en el campo, disponible en Pine Creek Trail-head. Una vez en el agua, los navegantes pueden acceder directamente a la base de la aguja a lo largo de Blue Creek. Hay un campamento para botes sin desarrollar disponible para los navegantes en Blue Creek, así como un campamento desarrollado, con una mesa de pícnic, parrilla y baño, frente a la aguja al final del sendero de Curecanti Creek. 
Pine Creek Trail (2 millas de ida y vuelta) 180 pies (54,9 m) de desnivel. Acceso al sendero desde la autopista US 50, 1 milla (1,6 km) al oeste del cruce con la autopista Co. 92. El punto para el lanzamiento de las embarcaciones se encuentra al final del camino.